# Droga wojewódzka nr 338
Droga wojewódzka nr 338 (DW338) – droga wojewódzka w województwie dolnośląskim łącząca DK36 w Wińsku z DK94 w Kawicach. Przebiega przez powiaty: wołowski i legnicki.

## Dopuszczalny nacisk na oś
Od 13 marca 2021 roku na całej długości drogi dopuszczalny jest ruch pojazdów o nacisku pojedynczej osi do 11,5 tony z wyjątkiem określonych miejsc oznaczonych znakiem zakazu B-19.

### Do 13 marca 2021 r.
Wcześniej na całej długości drogi dopuszczalny był ruch pojazdów o nacisku pojedynczej osi napędowej do 8 ton.

## Miejscowości leżące przy trasie DW338
- Wińsko (DK36)
- Moczydlnica Dworska (DW334)
- Bożeń
- Stary Wołów
- Wołów (DW339, DW340)
- Mojęcice
- Prawików (DW341)
- Lubiąż
- Kawice (DK94)